# Пауло Соуса
Пáуло Мануéл Карвáльо де Сóуса (на португалски: Paulo Manuel Carvalho Sousa) е бивш професионален португалски футболист, и настоящ треньор. Роден е на 30 август 1970 г. През активната си кариера е играл като дефанзивен полузащитник в отборите на Бенфика, Спортинг Лисабон, Ювентус, Борусия Дортмунд, Интер, Парма, Панатинайкос и Еспаньол. За националния отбор на Португалия, между 1991 и 2002 г., има записани 52 мача. Треньор от 2005 г.

## Кариера като футболист

### Клубна кариера

#### В Португалия
Соуза е юноша на Бенфика, с чийто отбор става шампион през 1991, и печели купата през 1993 г.
През лятото на 1993 преминава в Спортинг Лисабон, където е съотборник с Луиш Фиго и Красимир Балъков. В края на сезона Спотинг печели сребърните медали, и Соуса напуска в посока Ювентус.

#### В чужбина
За двата сезона, в които играе в Италия, Соуса успява да спечели Шампионската лига през сезон 1995/96, както и требъл.
След това Соуса се премества в немския Борусия Дортмунд, с който отново печели Шампионската лига – през сезон 1996/97.
През следващия сезон се връща в Италия, подписвайки с Интер, където остава за 2 години. Последват кратки престои в отборите на Парма, Панатинайкос и Еспаньол.

### Национален отбор
Соуса е част от младежкия национален отбор, който става световен шампион до 20 години през 1989 г. Между 1991 и 2002 г. е част от мъжкия отбор, за който записва 52 мача. С него участва на Евро 1996, Евро 2000 и Световното първенство през 2002 г.

## Треньорска кариера

### Португалия
Започва треньорската си кариера през 2005 г. като треньор на юношеския отбор на Португалия до 16 години, като от 2007 до 2008 г. е и помощник-треньор на националния отбор.

### Великобритания
Куинс Парк Рейнджърс

На 19 ноември 2008 г. е обявен за старши треньор на Куинс Парк Рейнджърс, но 5 месеца по-късно е уволнен.
Суонзи Сити

След като Роберто Мартинес поема Уигън, Соуса е поканен да застане начело на отбора. Под неговото ръководство през 2009–2010 г. Лебедите записват едно от най-високите постижения в историята си, завършвайки на 7-о място във Висшата лига.
Лестър

На 7 юли 2010 г. поема отбора на Лестър, но поради изключително слабият старт на сезона, е уволнен само 3 месеца по-късно.

### 2011 – 2017
Видеотон

На 15 май 2011 г. подписва договор с унгарския шампион Видеотон. Дебютът му е в мач от квалификациите на шампионската лига срещу австрийския Щурм Грац, изгубен с 0:2. На 30 август 2012 г. ръководеният от него отбор успява да достигне до Груповата фаза на Лига Европа, като по пътя си отстранява турския Трабзонспор. През януари 2013 г. прекратява договора си с унгарския клуб поради семейни причини.
Макаби Тел Авив

На 12 юни 2013 г. е назначен за старши треньор на израелския Макаби Тел Авив. Начело на отбора е през само един сезон, в който печели титлата.
Базел

На 28 май 2014 г. подписва 3-годишен договор с швейцарския Базел. Под негово ръководство отборът става шампион с голяма преднина, и за втори път в историята си достига до 1/8-финалите на Шампионската лига.
Фиорентина

На 21 юни 2015 г. официално подписва договор с Фиорентина.

### След 2017
От 2017 г. тренира по 1 сезон Тиендзин Цюанцзян (Китай), Бордо, Полша, Фламенго.

## Успехи

### Като играч

#### Клубни
Бенфика
- Шампион на Португалия (1): 1990 – 91
- Купа на Португалия (1): 1992 – 93
- Суперкупа на Португалия (1): 1989

 Ювентус
- Шампионска лига (1): 1995/96
- Шампион на Италия (1): 1994 – 95
- Купа на Италия (1): 1994 – 95
- Суперкупа на Италия (1): 1995

 Борусия Дортмунд
- Шампионска лига (1): 1996/97
- Междуконтинентална купа (1): 1997
- Суперкупа на Германия (1): 1996

#### Национални
Португалия
- Световно първенство за младежи до 20 години (трето място) (1): 1989
- Европейско първенство (трето място) (1): 2000

### Като треньор
Видеотон
- Шампион на Унгария (1): 2011 – 12
- Суперкупа на Унгария (2): 2011, 2012

 Макаби Тел Авив
- Шампион на Израел (1): 2013 – 14

 Базел
- Шампион на Швейцария (1): 2014 – 15